# Agathodes ostentalis
Agathodes ostentalis là một loài bướm đêm thuộc họ Crambidae. Nó được tìm thấy ở Ấn Độ tới Indonesia, bao gồm Hồng Kông, Nhật Bản, Thái Lan và ở Úc ở New South Wales và Queensland.
Sải cánh dài khoảng 25 mm.
Ấu trùng ăn lá của Erythrina indica và Erythrina vespertillio.

## Hình ảnh

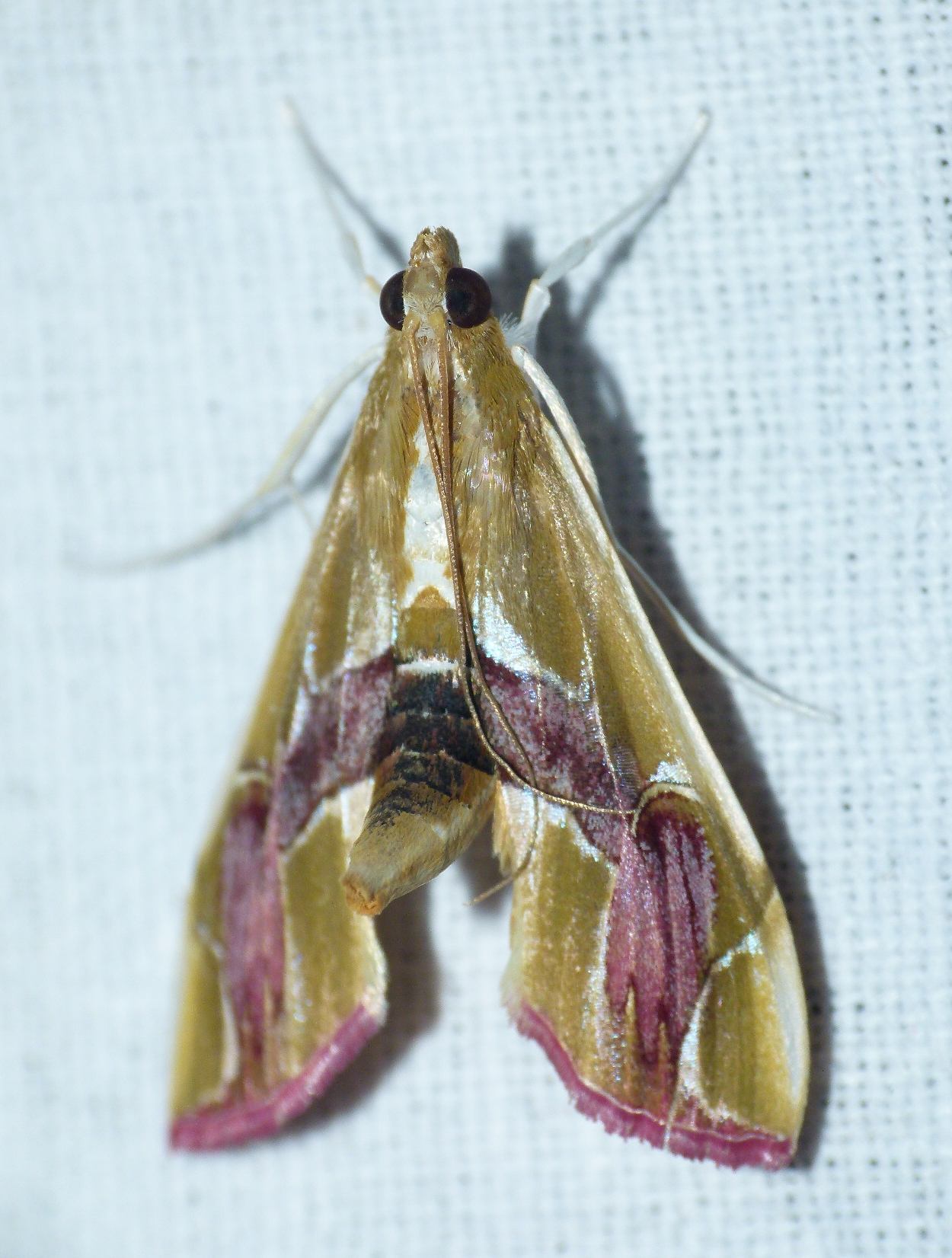
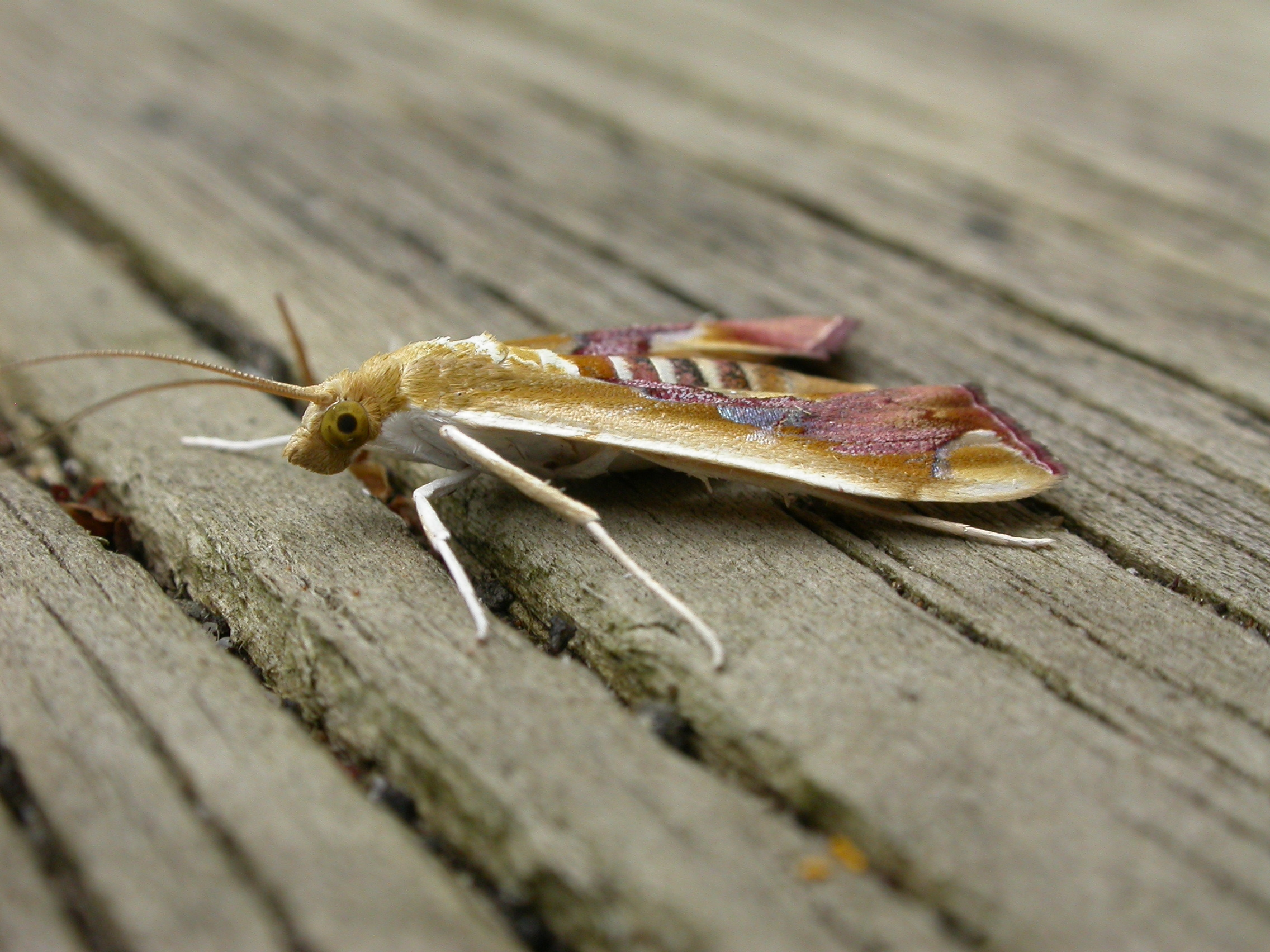
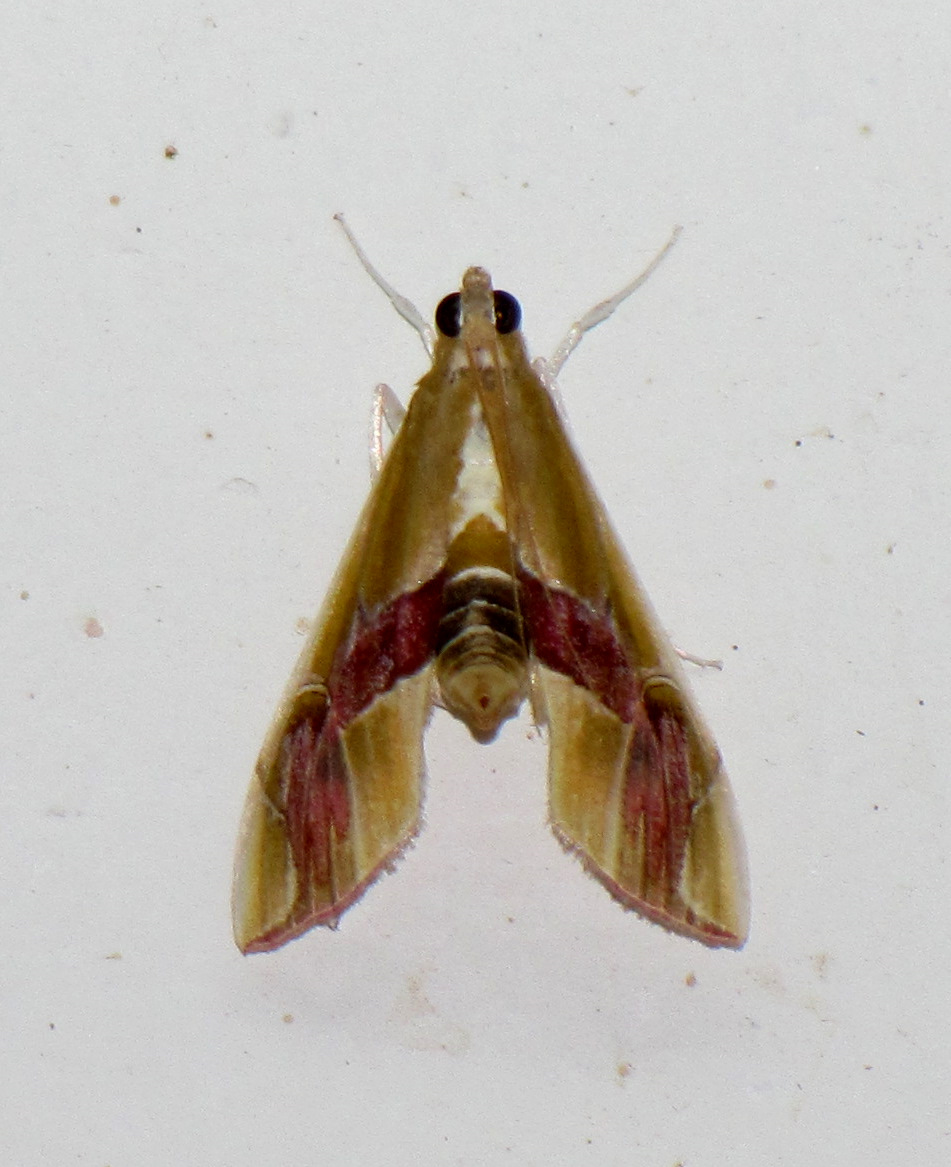
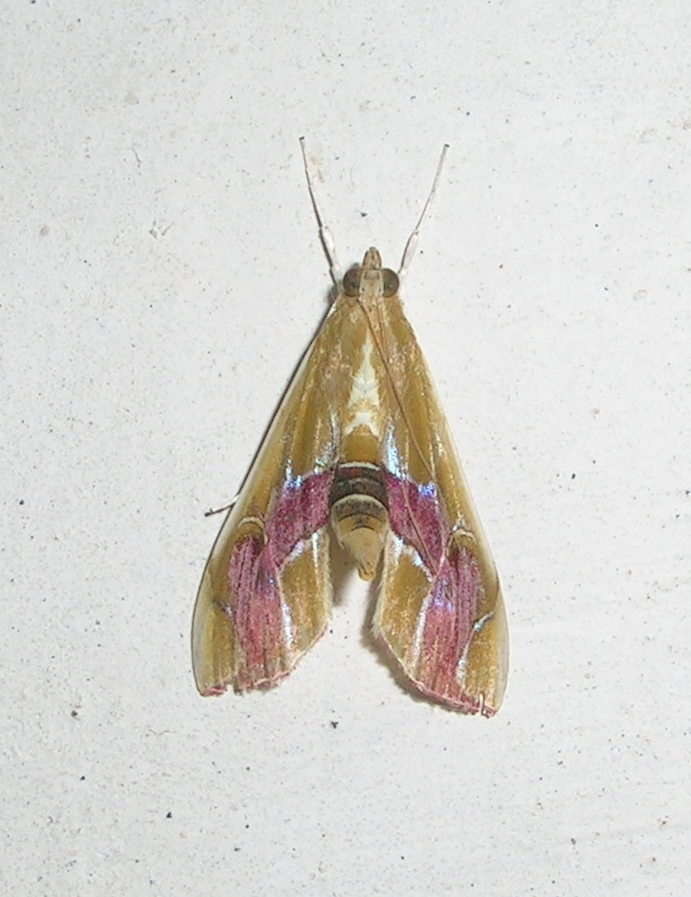